# Коннелли, Питер
Пи́тер Ко́ннелли (нем. Peter Connelly; 8 сентября 1972, Англия) — британский композитор, известный своими саундтреками для видеоигр. В основном работал с программой Core Design, которая помогла в написании музыки для трёх игр серии Tomb Raider. Также работал с программами Eutechnyx и Ubisoft Reflections.
У Питера есть своя студия для создания и производства музыки, звукорежиссуры и дизайна звука под названием «Universal Sound Design».
Питер играет на виолончели, гитаре и пианино. Окончил колледж Newcastle по специализации музыкальные технологии. Уильямса Джона и Эльфмана Дэнни он считает величайшими композиторами, повлиявшими на его собственный жанр и стиль.
Саундтрек Tomb Raider: The Angel of Darkness стал первой композицией Коннелли, написанной для живого оркестра. При написании музыкальной темы Лары Крофт он использовал гобой, английский рожок, арфу и флейту.

## Работы
- Driver: San Francisco (2011) (as senior sound designer)[2]
- Tomb Raider: The Angel of Darkness (с Martin Iveson) (2003)[1]
- Herdy Gerdy (2002) (с Martin Iveson)
- Tomb Raider: Chronicles (2000)[1]
- Tomb Raider: The Last Revelation (1999)[1]